# 霍曼轉移軌道

霍曼轉移軌道為圖中編號2的半橢圓軌道

2018年5月5日-11月26日期间的洞察号火星探测器轨迹图
洞察号·
地球·
火星

在太空動力學，霍曼轉移軌道（或譯為郝曼轉移軌道，Hohmann transfer orbit）是一種被用於變換太空船軌道的軌道操縱，途中只需兩次引擎推進，相對地節省燃料。例如，霍曼轉移可用於將衛星的軌道從近地軌道提升到地球靜止軌道。在理想情況下，初始軌道和目標軌道都是圓形的且共平面的。該機動是透過將飛行器置於與初始軌道和目標軌道均相切的橢圓轉移軌道來完成的。此機動使用兩次冲量引擎燃燒：第一次建立轉移軌道，第二次調整軌道以匹配目標。
霍曼操縱通常會使用盡可能低的衝力（這會消耗一定比例的ΔV，因此也會消耗一定比例的推進劑）來完成轉移，但相較於較高衝力的轉移，需要較長的航行時間。在某些情況下，當一個軌道比另一個軌道大很多時，雙橢圓轉移可以使用更少的衝力，但卻需要更長的航行時間。
此種軌道操縱名稱來自德國物理學家瓦爾特·霍曼 (Walter Hohmann) 的名字命名，他於1925年出版的著作《天體的可及性》(Die Erreichbarkeit der Himmelskörper) 中對此進行了描述。霍曼在某種程度上受到德國科幻小說作家库尔德·拉斯维茨 (Kurd Lasswitz) 及其1897年著作《在两个行星上》的影響。

## 簡介
右圖為將太空船從低軌道（1）送往較高軌道（3）的霍曼轉移軌道。太空船在原先軌道（1）上瞬間加速後，進入一個橢圓形的轉移軌道（2）。太空船由此橢圓軌道的近拱點開始，抵達遠拱點後再瞬間加速，進入另一個圓軌道（3），此即為目標軌道。要注意的是，三個軌道的軌道半長軸是越來越大，因此兩次引擎推進皆是加速，總能量增加而進入較高（半長軸較大）的軌道。
反過來，霍曼轉移軌道亦可將太空船送往較低的軌道，不過是兩次減速而非加速。
霍曼轉移軌道的兩次加速假設是瞬間完成，但實際上加速要花時間，因此需要額外的燃料來補償。使用高推力引擎所需額外燃料較小，低推力引擎則還要以控制推進時間、逐漸提高軌道來逼近霍曼轉移軌道。因此實際上ΔV會比假設情況更大且花更多時間。

## 計算
軌道上物體的總能等於動能與重力位能的和，而總能又等於重力位能（軌道半徑為軌道半長軸 {\displaystyle a} 時的重力位能）的一半：
{\displaystyle E={\begin{matrix}{\frac {1}{2}}\end{matrix}}mv^{2}-{\frac {GMm}{r}}={\frac {-GMm}{2a}}}
以速度為未知解方程式，得到軌道能量守衡方程式：
{\displaystyle v^{2}=\mu \left({\frac {2}{r}}-{\frac {1}{a}}\right)}
其中
- {\displaystyle v\,\!}為物體的速度
- {\displaystyle \mu =GM\,\!}為中央物體的標準重力參數
- {\displaystyle r\,\!}為物體至中央物體中心的距離
- {\displaystyle a\,\!}為物體軌道的半長軸

因此霍曼轉移所需的兩次ΔV為（假設速度改變是瞬間達成）：
{\displaystyle \Delta v={\sqrt {\frac {\mu }{r_{1}}}}\left({\sqrt {\frac {2r_{2}}{r_{1}+r_{2}}}}-1\right)}
{\displaystyle \Delta v^{\prime }={\sqrt {\frac {\mu }{r_{2}}}}\left(1-{\sqrt {\frac {2r_{1}}{r_{1}+r_{2}}}}\,\!\right)}
{\displaystyle r_{1}} 和 {\displaystyle r_{2}} 分別是原本圓軌道與目標圓軌道的半徑，其中大的（小的）對應到霍曼轉移軌道的遠拱點（近拱點）距離。
無論前往較高或較低軌道，根據克卜勒第三定律，霍曼轉移所花的時間為：
{\displaystyle t_{H}={\begin{matrix}{\frac {1}{2}}\end{matrix}}{\sqrt {\frac {4\pi ^{2}a_{H}^{3}}{\mu }}}=\pi {\sqrt {\frac {(r_{1}+r_{2})^{3}}{8\mu }}}}
（即橢圓軌道週期的一半），其中{\displaystyle a_{H}\,\!}是霍曼轉移軌道的半長軸。

## 應用於行星際旅行
當太空船從一個行星的軌道移動到另一個行星的軌道時，奥伯特效应允許使用較少的ΔV，而不是先離開第一個行星，再以霍曼轉移到第二個行星，然後再插入另一個行星軌道的不同動作的ΔV之和。
例如，考慮一艘從地球前往火星的太空船。在旅程開始時，太空船已經有一定的速度和動能與其繞地球的軌道相關聯。在燃燒的過程中，火箭引擎會運用它的 delta-v，但是動能會以平方定律增加，直到它足以擺脫地球的引力勢能，然後再燃燒更多，以便獲得足夠的能量進入霍曼轉移軌道（繞太陽轉移）。由於火箭引擎能夠利用推進劑的初始動能，因此所需的 delta-v 遠遠小於達到逃逸速度所需的 delta-v，最佳的情況是在行星上方的最低高度（低拱點）進行轉移燃燒。所需的 delta-V 僅為 3.6 公里/秒，僅比逃離地球所需的速度多出約 0.4 公里/秒，儘管這會導致太空船在駛向火星時比地球快 2.9 公里/秒（見下表）。
在另一端，太空船必須減速讓火星引力捕捉它。這個捕捉燃燒最好是在低空進行，以充分利用奧伯斯效應。因此，與自由空間的情況相比，在旅程的兩端都需要相對較小的推力來安排轉移。
然而，對於任何霍曼轉移，兩顆行星在其軌道上的對齊是至關重要的 - 目的地行星和太空船必須同時到達各自繞太陽軌道上的同一點。這種對齊的要求產生了發射窗口的概念。
月球轉移軌道 (lunar transfer orbit, LTO) 一詞用於月球。
可以應用上面給出的公式來計算從地球進入霍曼轉移軌道抵達不同目的地所需的Δv，單位為公里/秒 (km/s)（假設行星的軌道都是圓的）。在這個表格中，標有「從地球軌道進入霍曼軌道的ΔV」的欄位給出了從地球速度到進入霍曼橢圓所需速度的變化，而霍曼橢圓的另一端將位於距離太陽所需的距離。標有"低地軌道高度"的欄位提供了距離地球表面300km時所需的速度（在以地球為中心的非旋轉參考框架中）。這是將從這個高度的逃逸速度（10.9 km/s）的平方加到比動能中得到的。標有"低地軌道" (LEO) 一欄僅為前一速度減LEO軌道速度 7.73 km/s。
| 目的地 | 軌道 半徑 (AU) | 從地球軌道進入霍曼軌道的ΔV(km/s) | 從地球軌道進入霍曼軌道的ΔV(km/s) | 從地球軌道進入霍曼軌道的ΔV(km/s) |
| 目的地 | 軌道 半徑 (AU) | 地球軌道                         | 低地軌道高度                     | 低地軌道                         |
| ------ | -------------- | -------------------------------- | -------------------------------- | -------------------------------- |
| 太阳   | 0              | 29.8                             | 31.7                             | 24.0                             |
| 水星   | 0.39           | 7.5                              | 13.3                             | 5.5                              |
| 金星   | 0.72           | 2.5                              | 11.2                             | 3.5                              |
| 火星   | 1.52           | 2.9                              | 11.3                             | 3.6                              |
| 木星   | 5.2            | 8.8                              | 14.0                             | 6.3                              |
| 土星   | 9.54           | 10.3                             | 15.0                             | 7.3                              |
| 天王星 | 19.19          | 11.3                             | 15.7                             | 8.0                              |
| 海王星 | 30.07          | 11.7                             | 16.0                             | 8.2                              |
| 冥王星 | 39.48          | 11.8                             | 16.1                             | 8.4                              |
| 无穷   | ∞              | 12.3                             | 16.5                             | 8.8                              |

請注意，在大多數情況下，從近地轨道 (LEO) 進入霍曼軌道的Δv「小於從地球軌道進入霍曼軌道的Δv」。
要到達太陽，其實不需要使用 24 km/s 的 Δv。我們可以用 8.8 公里/秒的速度離開太陽很遠，然後用可忽略的 Δv 使角動量為零，再掉向太陽。這可以視為一連串的兩次霍曼轉移，一次向上，一次向下。此外，表格並沒有提供使用月球做為重力助推的數值。也有可能使用一個行星，像是最容易到達的金星，來協助到達其他行星或太陽。

## 外部連結
- ORBITAL MECHANICS Rocket and Space Technology